# Концерт для фортепиано с оркестром (Бендикс)
Концерт для фортепиано с оркестром соль минор Op. 17 — сочинение Виктора Бендикса, написанное не позднее 1884 года (авторская редакция 1903 года).

## Состав
1. Allegro moderato
2. Intermezzo. Allegretto con moto
3. Allegro vivace

Примерная продолжительность звучания 38 минут.

## Характеристика музыки
Произведение Бендикса считается одной из вершин датской романтической музыки, наиболее виртуозным инструментальным концертом этой эпохи. Его стилистика, как и исполнительская манера Бендикса-пианиста, уходит корнями в период обучения датского музыканта у Ференца Листа в 1881 году. Современные специалисты возводят концерт Бендикса преимущественно к германской романтической традиции, восходящей к Францу Шуберту через Иоганнеса Брамса и Иоахима Раффа; особо отмечается средняя часть, сочетающая в себе черты традиционных адажио и скерцо, как в нескольких концертах Анри Литольфа. Возвращение тем из первых двух частей в финале напоминает, кроме того, цикличность формы у Сезара Франка.

## Исполнения и записи
При жизни автора концерт исполнял он сам; критика, в частности, отмечала энергичную исполнительскую трактовку 70-летнего Бендикса, сыгравшего собственный концерт в рамках Дней северной музыки в Хельсинки в 1921 году. В качестве солистов в концерте Бендикса выступали также его жена Дагмар Бендикс и его ученик Хенрик Кнудсен. В дальнейшем концерт наряду с другими сочинениями Бендикса был забыт и выпал из исполнительского репертуара. Заслуга возрождения интереса к этому произведению Бендикса принадлежит Олегу Маршеву, включившего концерт в свой репертуар и выпустившего в 2006 году его запись (с Ольборгским симфоническим оркестром под управлением Матиаса Эшбахера), удостоившуюся высокой оценки.